# Leonidees
Les Leonidees (en grec antic: Λεωνιδεῖα) eren unes solemnitats celebrades cada any a Esparta en honor de Leònides I, qui, amb els seus 300 espartans, va morir com un heroi a la Batalla de les Termòpiles.
A l'altre costat del teatre d'Esparta hi havia dos monuments sepulcrals, un dedicat a Pausànies i un a Leònides, i aquí es feia una oració cada any i un concurs de natura desconeguda en el qual només podien participar els espartans.